# Comté de Mandera
Le comté de Mandera est un comté du Kenya. Son chef-lieu est Mandera.